# Kronhusgatan

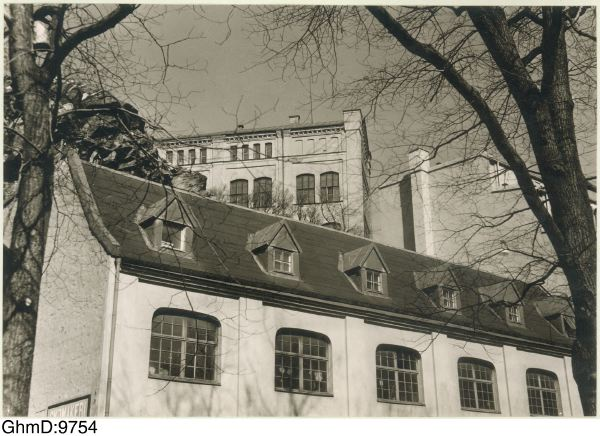
Kvarnbergsskolan syntes 1951 över hustaken från Kronhusgatan. Foto. Claes Claesson. Bildsamlingen, Göteborgs stadsmuseum.

Kronhusgatan är en gata inom stadsdelen Nordstaden i Göteborg. Den är cirka 360 meter lång, och sträcker sig från Packhusplatsen till Östra Hamngatan.
Gatan fick sitt namn den 19 februari 1666, "Gamle Kyrkogatan skall heeta Cronhuusgatan", efter Kronhuset som uppfördes här 1643-1654. Gamla namnformer är; Cronohus Gathon (1671) och Cronehuusgatan (1694). Två äldre namn, som förekommer parallellt är Wintergatan samt Gamle Kyrkogatan (se Kyrkogatan). Den senare efter stadens äldsta begravningsplats, som var belägen vid foten av Kvarnberget, väster om Kronhuset vid tomt nr 6 i hörnet av nuvarande Torggatan - som då kallades för Kyrkogårdsgränden - och Sillgatan (nuvarande Postgatan).

## Branden 1813
På morgonen, klockan 07.30 den 19 september 1813 utbröt en eldsvåda i skomakare Hallbergs två-vånings trähus vid Kronhusgatan (8:e roten, 4:kvarteret). På grund av den starka vinden hade elden inom nio timmar slukat 4:e kvarterets södra halva (ungefär den del, som skonades 1794). Närmare 100 trähus brann upp, dessutom allt brännbart i 6 stenhus; 8 andra stenhus fick omfattande skador. Det Santessonska sockerbruket vid Brunnsparken med båda sina flyglar härjades svårt, och även våghuset på den gamla järnvågen brann upp.